# Silvana Vranić
Silvana Vranić (Rijeka, 1961.), hrvatska akademkinja, jezikoslovka, filologinja, kroatistica i dijalektologinja.

## Životopis
Rođena u Rijeci. Doktorirala 12. listopada 1999. temom 'Čakavski ekavski dijalekt: sustav i podsustavi' pred povjerenstvom: dr. sc. Iva Lukežić, red. prof. (mentorica), akademik Milan Moguš, dr. sc. Marija Turk, izv. prof., Rijeka, Filozofski fakultet u Rijeci. Za članicu suradnicu Hrvatske akademije znanosti i umjetnosti izabrana je 12. svibnja 2012.

## Glavna djela
- "Čakavski ekavski dijalekt: sustav i podsustavi", Rijeka, 2005.;
- "Grobnički govor XX. stoljeća (gramatika i rječnik)", Rijeka, 2007. (s Ivom Lukežić i Sanjom Zubčić);
- "Rječnik govora Novalje na otoku Pagu", Novalja, 2016.

## Vanjske poveznice
- Tko je tko u hrvatskoj znanosti
- WorldCat